# ساری‌کوینک
ساری‌کوینک (به لاتین: Sarıköynək) یک منطقه مسکونی در جمهوری آذربایجان است که در شهرستان گدابیگ واقع شده است. ساری‌کوینک ۴۴۱ نفر جمعیت دارد.